# بيل نايتو
بيل نايتو (بالإنجليزية: Bill Naito)‏ هو رائد أعمال وشخصية أعمال أمريكي، ولد في 16 سبتمبر 1925 في بورتلاند في الولايات المتحدة، وتوفي بنفس المكان في 8 مايو 1996 بسبب سرطان.